# بيلي راي مارتن
بيلي راي مارتن (بالألمانية: Billie Ray Martin)‏ هي مغنية ألمانية، ولدت في 1970 في هامبورغ في ألمانيا.

## وصلات خارجية
- الموقع الرسمي
- بيلي راي مارتن على موقع ميوزك برينز (الإنجليزية)
- بيلي راي مارتن على موقع ديسكوغز (الإنجليزية)